# Sword Art Online Progressive: Aria of a Starless Night
Sword Art Online Progressive: Aria of a Starless Night (フラフラダンス Gekijōban Sōdo Āto Onrain Puroguresshibu Hoshi Naki Yoru no Aria?), (conocida como Sword Art Online Progressive: Aria de una noche sin estrellas en Hispanoamérica) es una película de anime japonesa de ciencia ficción, aventura y fantasía de 2021, basada en la novela ligera Sword Art Online: Progressive, escrita por Reki Kawahara e ilustrada por Abec, siendo la segunda película después de Sword Art Online: Ordinal Scale. La película está dirigida por Ayako Kawano y producida por A-1 Pictures.
La película describe la historia del encuentro entre Kirito y Asuna, cubriendo los eventos en el primer piso de Aincrad (durante la primera temporada del anime), en particular, la lucha inicial de Asuna para hacer frente a las realidades de su nuevo mundo, es decir, relatado desde la perspectiva de Asuna. Es una parte oficial de la historia de la serie de novelas ligeras Sword Art Online, con diseños de personajes de Kento Toya y música de Yūki Kajiura.

## Argumento
En 2022, Akihiko Kayaba creó un juego de rol multijugador masivo en línea (VRMMORPG) de realidad virtual llamado Sword Art Online ("SAO").  El NerveGear era una máquina o casco FullDive de segunda generación que fue creado por la compañía llamada Argus, por el científico intelectual Akihiko Kayaba. Tiene una única interfaz que cubre toda la cabeza y la cara del jugador. Controlaba completamente la conciencia del jugador redirigiendo las señales que el cerebro enviaba al cuerpo y enviando sus propias ondas para estimular los cinco sentidos, de modo que pudieran experimentar y controlar a sus personajes del juego con sus mentes, sin ningún movimiento físico. Tiene su propia fuente de batería, así como un transmisor de microondas electromagnético de alta frecuencia.  Fue la primera tecnología de realidad virtual que se produjo en masa.
El 6 de noviembre de 2022, 10,000 jugadores inician sesión en el mainframe cyberspace de SAO por primera vez con una gran expectativa en la próxima generación de juegos, pero terminan solo para descubrir que no pueden  cerrar la sesión del juego, es decir, están atrapados dentro del juego mortal del creador.  Mientras tanto, Akihiko Kayaba aparece solo para decirles a los jugadores que si desean ser libres, deben vencer los 100 pisos de Aincrad, un castillo de acero que es el escenario de SAO. Esa era la única forma en que los jugadores podían cerrar la sesión, liberándose de las garras del malvado plan de Akihiko. También afirma que aquellos que sufran muertes dentro del juego o si alguien del mundo exterior intenta quitar por la fuerza el NerveGear de la cabeza del usuario, morirán instantáneamente en la vida real, lo que significa que no habrá retorno.
Asuna Yuuki entró en este juego mortal. Al entrar en el juego, se sintió muy apenada por caer en la trampa. Decidió aislarse de grupos y gremios más grandes, formados para atacar a cada jefe de piso, ya que existía el peligro de ser luchadora individual en una sociedad de gremios compuestos por jugadores cada vez más desesperados. Por lo tanto, ella jura luchar sola y era una jugadora muy hábil que era conocida popularmente como "Lightning Flash". Más tarde, se convirtió en la vicecomandante de los Caballeros de la Hermandad de Sangre.
Kazuto Kirigaya, también conocido como "Kirito" fue uno de los 1,000 probadores en la beta cerrada anterior del juego. Tiene la ventaja de la experiencia previa en juegos de realidad virtual. El primer día del asalto, decidió proteger a otros probadores beta de la discriminación. Se aísla de los grupos más grandes y juega el juego solo, llevando el manto de "beater", un acrónimo de "beta tester" y "cheater".  Cada día se ha convertido en una lucha para él para sobrevivir y superar el miedo, es decir, hacerse más fuerte.
Después de un mes de lanzamiento, más de dos mil jugadores perdieron la vida porque los jugadores no pudieron sobrevivir al clima ultradifícil y severo del VRMMORPG. A medida que los jugadores progresan a lo largo del juego, Kirito se hizo amigo de Asuna, ya que era una jugadora poco común y de alto nivel.  Terminan en una relación romántica e incluso se casaron formalmente en el juego. Ambos decidieron luchar juntos para poder liberarse a sí mismos y a otros del juego y llevar una vida normal. También decidieron conocerse, incluso intercambiando nombre real y dirección para poder continuar su relación sentimental.

## Reparto
| Personaje                | Japonés             | Español              |
| ------------------------ | ------------------- | -------------------- |
| Kirito / Kazuto Kirigaya | Yoshitsugu Matsuoka | Luis Leonardo Suárez |
| Asuna / Asuna Yuuki      | Haruka Tomatsu      | Alejandra Delint     |
| Mito / Misumi Tozawa     | Inori Minase        | Monserrat Mendoza    |
| Akiyo Sada               | Sayaka Kobayashi    | Rosalinda Marquéz    |

## Estreno
Aniplex lanzó la película en cines de Japón el 30 de octubre de 2021. A su vez, Aniplex of America, de la mano con Funimation, lanzó la película el 3 de diciembre de 2021 en cines de Estados Unidos y Canadá. Sony Pictures Releasing lanzó la película en cines de Latinoamérica el 10 de marzo del 2022.

## Secuela
Una película secuela titulada Sword Art Online Progressive: Scherzo of Deep Night se estrenó el 22 de octubre de 2022 en Japón.